# Magdalena Mira
Pour les articles homonymes, voir Mira.
Magdalena Mira Mena (Santiago, 30 mai 1859 - 14 octobre 1930) est une peintre et sculptrice chilienne,. Elle est considérée, avec sa sœur Aurora Mira Mena, comme l'une des premières femmes artistes du Chili et « l'une des plus importantes figures féminines de la peinture du XIXe siècle en Amérique latine »,,.

## Biographie
Magdalena Mira Mena est la fille de Gregorio Mira Íñiguez, peintre passionné qui a étudié aux côtés de l'artiste français Raymond Monvoisin, et de sa femme Mercedes Mena Alviz. Sa sœur Aurora Mira Mena est aussi peintre ; son frère Pedro Nolasco de Mira Mena était conseiller municipal puis troisième maire de la commune de Pichilemu. En 1905, elle réalise un tour d'Europe, s'installant finalement à Rome pendant trois ans.

### Éducation et style
Elle étudie à l'Académie de Peinture de Santiago (es) et son art est reconnu dans la deuxième moitié du XIXe siècle,. Elle a été élève de Juan Francisco González, ainsi que de Juan Mochi aux côtés de sa sœur Aurora, avec laquelle elle a été incluse dans la dénomination de la « génération d'un demi-siècle ». Selon Antonio Romera (es), il remarque sur son art « un traitement minutieux et épuré dans la forme. Ses volumes ont une dureté et un apprêt qui n'empêchent pas le lyrisme et la délicatesse, comme on peut le voir dans La hermana de la Caridad (La sœur de la Charité) une des plus belles toiles de la peinture chilienne ».
Elle assiste avec sa sœur Aurora à l'exposition réalisée au Congrès National du Chili de 1883 à 1886, où elle est récompensée de trois médailles d'or pour La hermana de la Caridad, Ante el caballete o Retrato de Gregorio Mira et Retrato de la señora J. O de F. En outre, elle participe aux expositions collectives suivantes en 1889, 1891, 1895 et 1897.
Vers ses quarante ans, ayant obtenu une maturité picturale soulignée par la critique contemporaine, elle interrompt sa carrière artistique pour se consacrer à sa vie de famille. Elle reprend seulement les pinceaux comme passe-temps.

## Expositions
- Beaux Arts au Chili, Exposition Universelle de Paris (France, 1889).
- Exposición Internacional de Bellas Artes 1910, Musée National de Beaux-Arts, Chili (Santiago, 1910).
- Museo Nacional de Bellas Artes, Cincuentenario de su Fundación 1880-1930 (Santiago, 1930).

## Œuvres
- La viuda (La veuve, 1885, huile sur toile, 46 x 33 cm), Musée National des Beaux-Arts.
- La mujer (La femme, 1888, huile sur toile, 59 x 22 cm ).
- La bordadora (La brodeuse, huile sur toile, 144 x 100 cm), Musée National des Beaux-Arts.
- La hermana de la Caridad (La sœur de la Charité).
- Ante el caballete o Retrato de Gregorio Mira (Devant le chevalet ou Portrait de Gregorio Mira), Musée National des Beaux-Arts.
- Retrato de la señora J. O de F. (Portrait de la dame J. O de F.)
- Retrato de Sara Goycolea de Barros (Portrait de Sara Goycolea de Barros, 1890, huile sur toile, 51 x 38 cm), Musée National des Beaux-Arts.
- Retrato de Ana Mira Mena (Portrait d'Ana Mira Mena, 1882, huile sur toile, 50 x 42 cm), Musée National des Beaux-Arts.

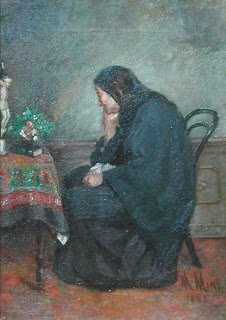
La Viuda (1885), Musée National de Beaux-Arts.
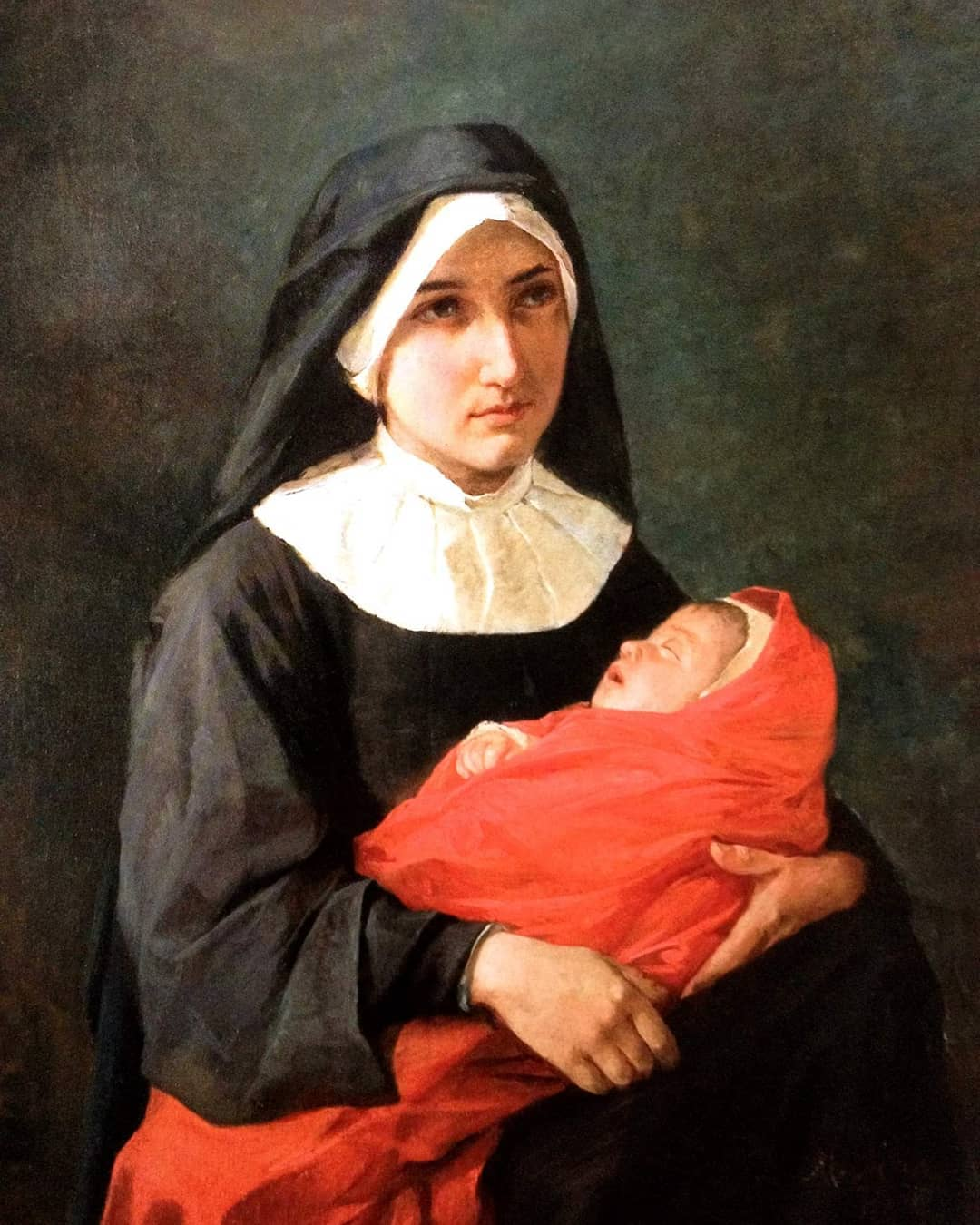
La hermana de la Caridad, lieu inconnu.
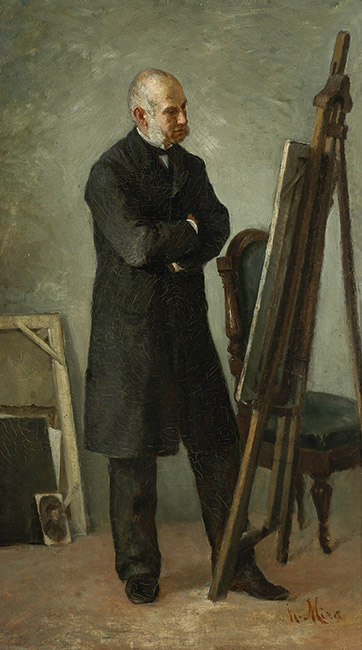
Ante el caballete, Musée National de Beaux-Arts.
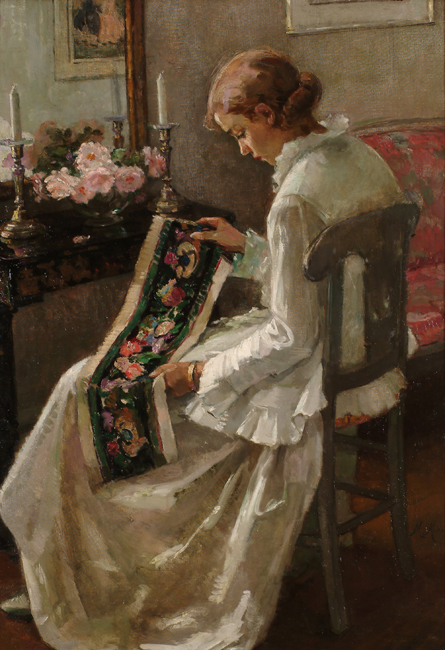
La bordadora, Musée National de Beaux-Arts.